# Alex Pedersen
Alex Kjeld Pedersen (Ikast, Jutlàndia Central, 15 de novembre de 1966) va ser un ciclista danès, que fou professional entre 1988 i 1991. El 1994 aconseguí el Campionat del món d'aquesta modalitat. Un cop retirat, fou director esportiu de diferents equips.

## Palmarès
- 1983
  -  Campió del món júnior en contrarellotge per equips (amb Soren Lilholt, Kim Olsen i Rolf Sørensen)
  - 1r al Giro della Lunigiana
- 1986
  -  Campió de Dinamarca en contrarellotge per equips (amb Bjarne Riis, Per Pedersen i Björn Sørensen)
- 1986
  -  Campió de Dinamarca amateur en ruta
- 1987
  - Vencedor d'una etapa al Gran Premi Guillem Tell
- 1990
  - Vencedor d'una etapa al Gran Premi Ringerike
- 1992
  -  Campió de Dinamarca amateur en ruta
- 1993
  - 1r al Gran Premi François-Faber
- 1994
  -  Campió del món en ruta amateur
  - 1r al Gran Premi della Liberazione
  - Vencedor d'una etapa a la Rapport Toer

### Resultats al Giro d'Itàlia
- 1990. 52è de la Classificació general

### Resultats a la Volta a Espanya
- 1989. 133è de la Classificació general